# Christian Zeller (Politiker)
Christian Felix Zeller (* 14. September 1807 in Wiernsheim; † 26. August 1865 in Darmstadt) war ein hessischer Landwirtschaftswissenschaftler und Politiker und Abgeordneter der 2. Kammer der Landstände des Großherzogtums Hessen.
Christian Zeller war der Sohn des Pfarrers Heinrich Friedrich Johann Zeller (1758–1833) und dessen Ehefrau Ludovika Dorothea, geborene Kerner (1778–1823). Zeller, der evangelischen Glaubens war, heiratete Auguste Karolina geborene Sommerschu (1810–1891). Aus der Ehe ging der Sohn Wilhelm (1842–1897, Schriftsteller und Jurist) hervor.
Ab 1826 studierte er an der landwirtschaftlichen Unterrichts-, Versuchs- und Musteranstalt in Hohenheim und wurde 1831 Sekretär bei der Direktion des badischen landwirtschaftlichen Vereins in Karlsruhe. 1835 wurde er Lehrer am dortigen Schullehrerseminar und wechselte 1838 in gleicher Funktion an das katholische Schullehrerseminar in Ettlingen. Ab 1839 war er ständiger Sekretär der hessischen landwirtschaftlichen Vereine und Herausgeber der „Zeitschrift der landwirtschaftlichen Vereine des Großherzogtums Hessen“. 1852 wurde er zum Regierungsrat, 1863 zum geheimen Regierungsrat ernannt.
Von 1842 bis 1847 und erneut 1851 bis 1862 gehörte er der Zweiten Kammer der Landstände an. Er wurde zunächst für den Wahlbezirk Starkenburg 10/Breuberg-Höchst und dann für den Wahlbezirk Oberhessen 2/Battenberg gewählt. In den Ständen vertrat er zunächst liberale, später konservative Positionen.
Die Universität Würzburg ernannte ihn zum Ehrendoktor.

## Werke
- „Die landwirthschaftliche Buchhaltung nach Hohenheimer Einrichtungen und nach eigenen Erfahrungen“ (Karlsruhe 1836)
- „Anleitung zum Tabaksbau“ (Karlsruhe 1837)
- „Die nutzbarsten und neueren landwirthschaftlichen Maschinen und Geräthe“ (Karlsruhe 1838)
- „Beschreibung der herzoglich badischen Gutswirthschaften zu Rothenfels und Augustenburg“ (Darmstadt 1842)
- „Die landwirthschaftliche Verhältnißkunde“ (Darmstadt 1842)
- „Das Wiesenkulturgesetz und sonstige Maßregeln zur Förderung der Wiesencultur im Großherzogth. Hessen“
- „Die Wirksamkeit des landw. Vereins im Großherzogth. Hessen von 1831 bis 1856“ (Darmstadt 1857)